# سارا یووانوویچ
سارا یووانوویچ (به انگلیسی: Sara Jovanović) (زاده ۲۹ اکتبر ۱۹۹۳) خواننده صربستانی است.
او عضو گروه مویه ۳ است.